# Jacques Bachot
Jacques Bachot fue un escultor francés del Gótico tardío, activo en la Champaña y Lorena entre 1493 y 1526.

## Datos biográficos
La presencia del artista en Troyes (Aube) está documentado desde 1493; esta ciudad era entonces la capital de la Champaña y uno de los centros más importantes de la escultura de la languideciente Edad Media y principios del Renacimiento. En 1495 fue llamado por Henri de Lorraine-Vaudémont († 1505), obispo de Metz, a Joinville (Alto Marne), cuyo castillo había sido la posesión de sus antepasados durante siglos. Encomendó a Bachot la ejecución de dos tumbas destinadas a la Colegiata de Saint Laurent que habían sido erigidas en 1163 por la iniciativa de su antepasado, el senescal de Champaña Gottfried de Joinville III. Jacques Bachot entre 1504 y 1505 volvió a Troyes. Allí fue convocado en 1513 entre los representantes electos de la hermandad, en los que se habían fusionado el gremio de escultores con los impresores, libreros, pintores, vidrieros y bordadores de seda.
Después de 1515, se encuentra en la pequeña ciudad Saint-Nicolas-de-Port (Meurthe-et-Moselle), cerca de Nancy, donde trabaja en la iglesia —en 1950 consagrada basílica de Saint-Nicolas-de-Port— que por entonces todavía no estaba terminada. La obra había sido iniciada por el duque de Lorena, Rene II († 1508), nieto del obispo de Metz, en agradecimiento al patrón de Lorena por su victoria sobre Carlos el Temerario en la batalla de Nancy (1477). No más tarde de 1524–1525, Jacques Bachot se instaló de nuevo en Troyes. La ciudad tiene una calle dedicada en su honor.
Se han mantenido investigaciones acerca del vínculo entre Jacques Bachot y el maestro de Chaource, también conocido como "Maestro de Santa Marta". ¿Sería una sola persona? El debate sigue abierto.
Por otra parte, no ha habido ninguna evidencia de relación entre Jacques Bachot y los escultores activos en Troyes, Marc Bachot (activo entre 1517 a 1540) e Yvon Bachot (de origen flamenco, activo 1524 a 1534). Sin embargo, algunos comentaristas creen que estos podrían ser sus hijos.

## Obras
La versatilidad en las actividades de Jacques Bachot, el hecho de que los miembros del gremio le eligiesen como representante, y no menos importante el rango de sus clientes y la magnificencia de las obras por las que cobró salarios, sugieren que fue uno de los escultores más importantes del Gótico tardía en la Champaña. Sin embargo, su obra es accesible sólo a través de fuentes secundarias y hasta ahora ninguna escultura se le ha podido otorgar con certidumbre. 
Cristo en la cruz de Feuges
La base Palissy apunta la posible autoría, del Cristo en la cruz de la iglesia parroquial de Saint-Benoit en Feuges (Aube).

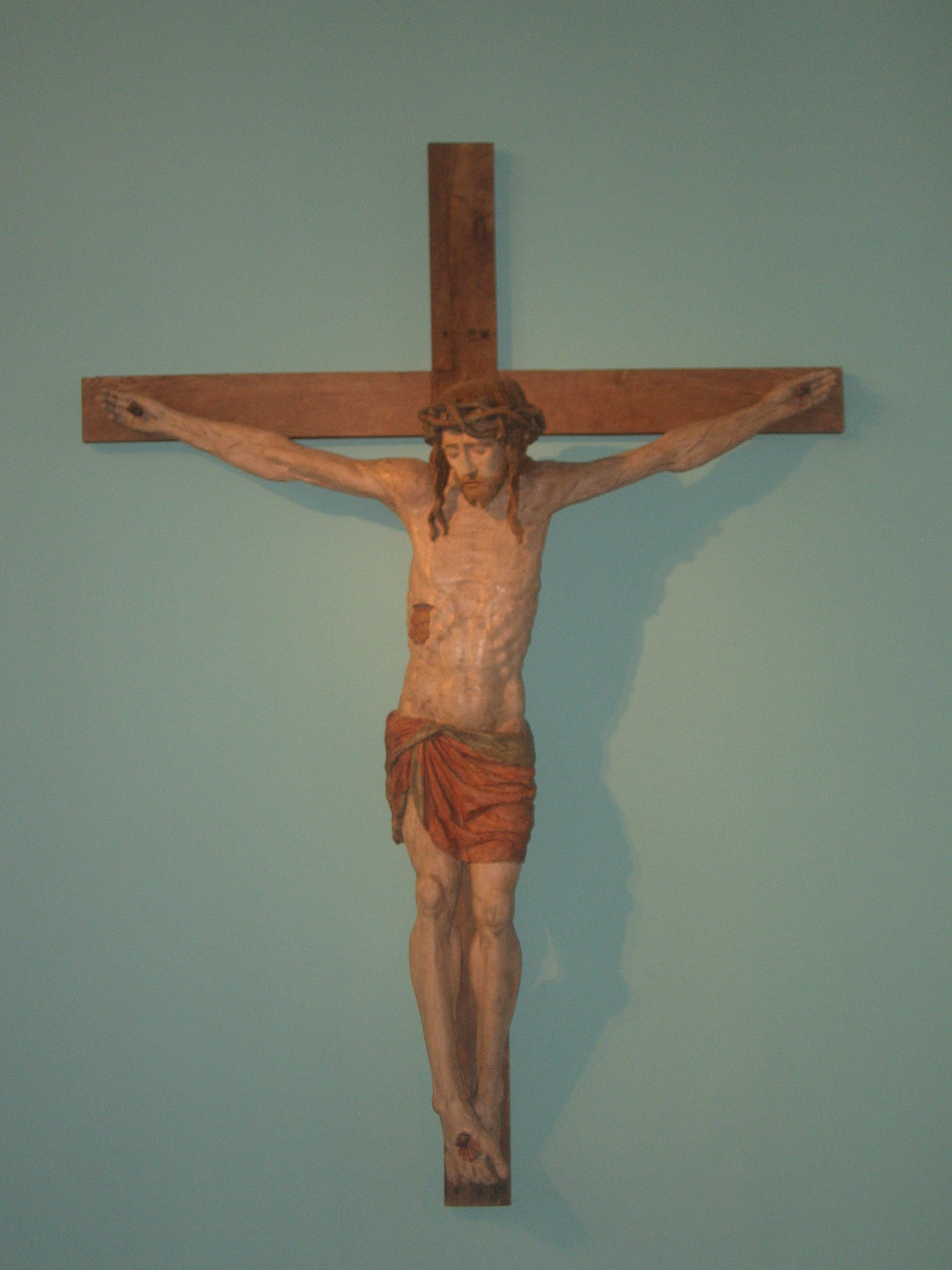
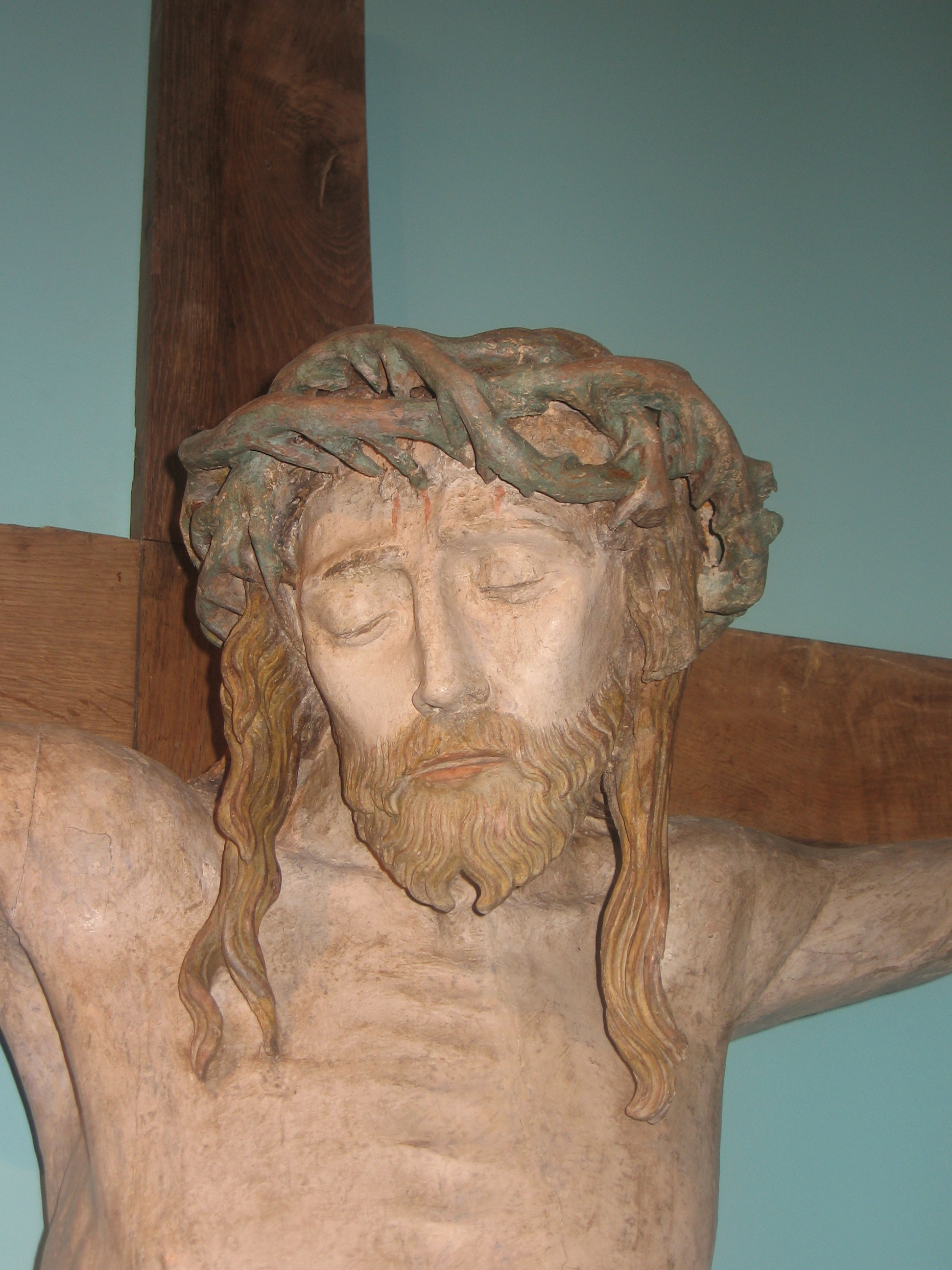
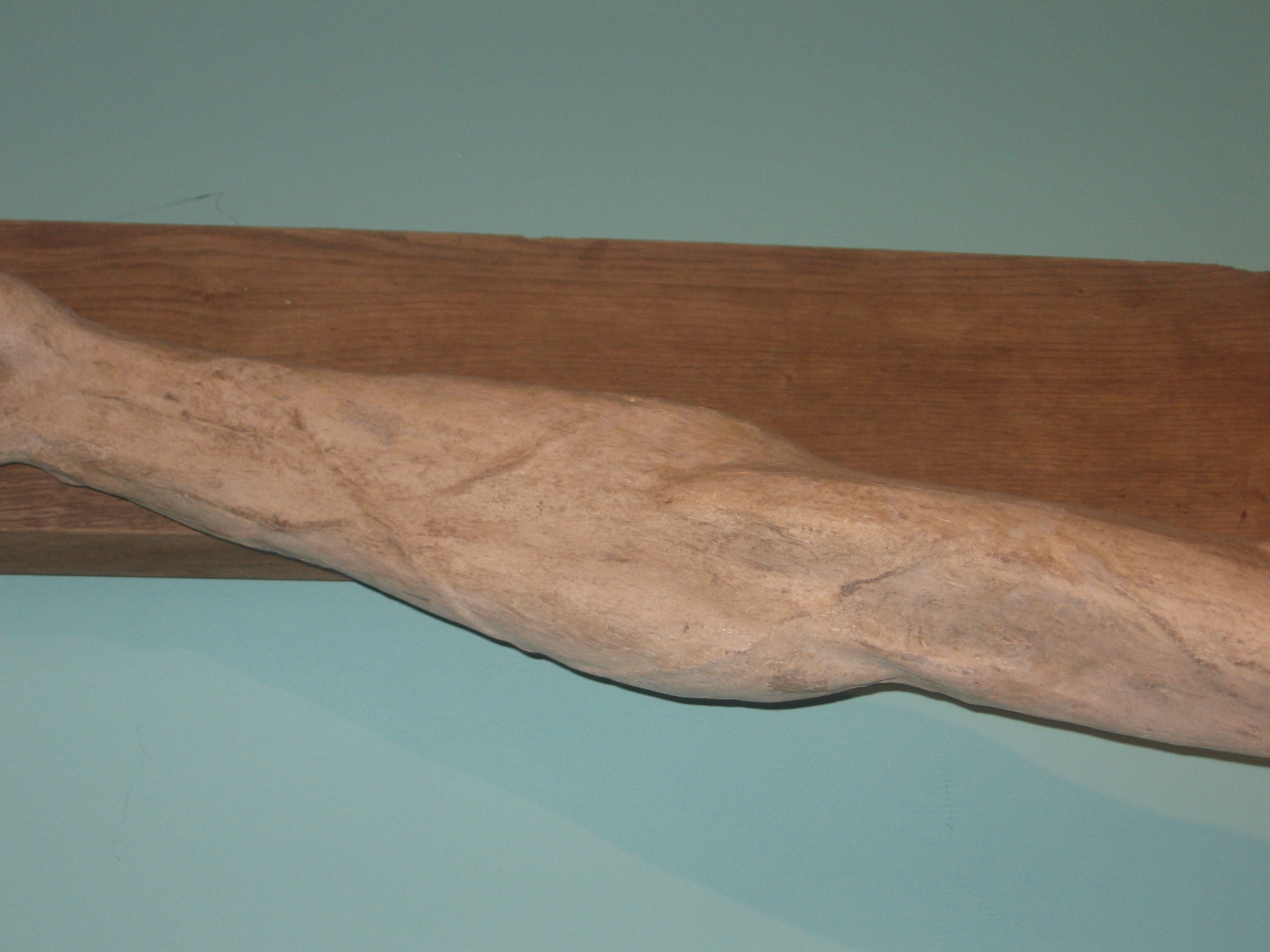